# Out of the Game
 (mai 2018).
Si vous disposez d'ouvrages ou d'articles de référence ou si vous connaissez des sites web de qualité traitant du thème abordé ici, merci de compléter l'article en donnant les références utiles à sa vérifiabilité et en les liant à la section « Notes et références ».
Out of the Game est le septième album de l'auteur-compositeur-interprète canado-américain Rufus Wainwright. Il est sorti en 2012.

## Liste des pistes
1. "Out of the Game" – 4:06
2. "Jericho" – 3:44
3. "Rashida" – 3:00
4. "Barbara" – 3:56
5. "Welcome to the Ball" – 3:26
6. "Montauk" – 3:57
7. "Bitter Tears" – 3:32
8. "Respectable Dive" – 4:55
9. "Perfect Man" – 3:58
10. "Sometimes You Need" – 3:21
11. "Song of You" – 4:51
12. "Candles" – 7:42